# Green 10
Green 10 to dziesięć ekologicznych organizacji pozarządowych, działających na poziomie Unii Europejskiej.
W skład Green 10 wchodzą:
- BirdLife International (European Community Office)
- Climate Action Network Europe (CAN Europe)
- CEE Bankwatch Network
- Europejskie Biuro Ochrony Środowiska (European Environmental Bureau, EEB)
- European Federation of Transport and Environment (T&E)
- Health and Environment Alliance
- Friends of the Earth Europe (FoEE)
- Greenpeace Europe
- Naturfreunde International (NFI)
- WWF European Policy Office (WWF EPO)